# إفجارتيجيمود ألفا
إفجارتيجيمود ألفاEfgartigim)(od alfa، الذي يباع تحت الاسم التجاري فيفجارت(Vyvgart )، هو دواء يستخدم لعلاج الوهن العضلي الوبيل. تحديدا للأمراض المعممة التي تحتوي على أجسام مضادة ضد مستقبل الأسيتيل كولين. و يعطى عن طريق الحقن في الوريد.
تشمل الآثار الجانبية الشائعة لهذا الدواء على؛ التهابات الجهاز التنفسي و الصداع و التهابات المسالك البولية. قد تشمل الآثار الجانبية الأخرى أيضا علىالوذمة الوعائية. وهو عبارة عن جزء من الجسم المضاد يرتبط بمستقبل FCGRT ويمنعه من إعادة تدوير الغلوبولين المناعي G (IgG). ما يؤدي إلى انخفاض المستويات الإجمالية للـ IgG، بما في ذلك الأجسام المضادة غير الطبيعية لمستقبلات الأسيتيل كولين (AChR) في الوهن العضلي الوبيل.
تمت الموافقة على استخدامه طبيًا في الولايات المتحدة في عام 2021 و أوروبا في 2022. و تبلغ تكلفته حوالي 225000 دولار أمريكي سنويًا اعتبارًا من عام 2022. أما في المملكة المتحدة، لم يعد متوفرًا تجاريًا فيها إبتداء من 2022.